# Centrerat ikosaedertal
Centrerat ikosaedertal är ett centrerat polyedertal som representerar en ikosaeder. Det centrerade ikosaedertalet för n ges av formeln:
{\displaystyle (2n+1)\times {(5n^{2}+5n+3) \over 3}}
De första centrerade ikosaedertalen är:
1, 13, 55, 147, 309, 561, 923, 1415, 2057, 2869, 3871, 5083, 6525, 8217, … (talföljd A005902 i OEIS)